# Gubbio
Ne doit pas être confondu avec Gubio.
Gubbio est une ville italienne d'environ 33 000 habitants, située dans le nord-est de la province de Pérouse, en Ombrie, dont les habitants sont nommés Eugubins.

## Géographie
Gubbio s'accroche à la première pente du mont Ingino, une petite montagne des Apennins.

## Histoire

### Origines
Les origines de la ville sont très anciennes :  nommée Iguvium, c'était une ville importante des anciens habitants d'Ombrie dans les périodes pré-romaines, et est célèbre pour la découverte des Tables eugubines (ou iguvines), un ensemble de pièces en bronze qui constituent, réunies, le plus grand texte historique sur l'Ombrie antique. Après la conquête romaine du IIe siècle av. J.-C. — elle a gardé son nom avec seulement un léger changement (Iguvium) — la ville est demeurée importante, comme l'atteste son théâtre romain, le second en taille qui reste au monde.

### XXesiècle
Au début des années 1980, les habitants de la ville ont été invités à participer à une grande étude épidémiologique visant à mieux comprendre les mécanismes de l'hypertension artérielle et son traitement,,.

## Architecture

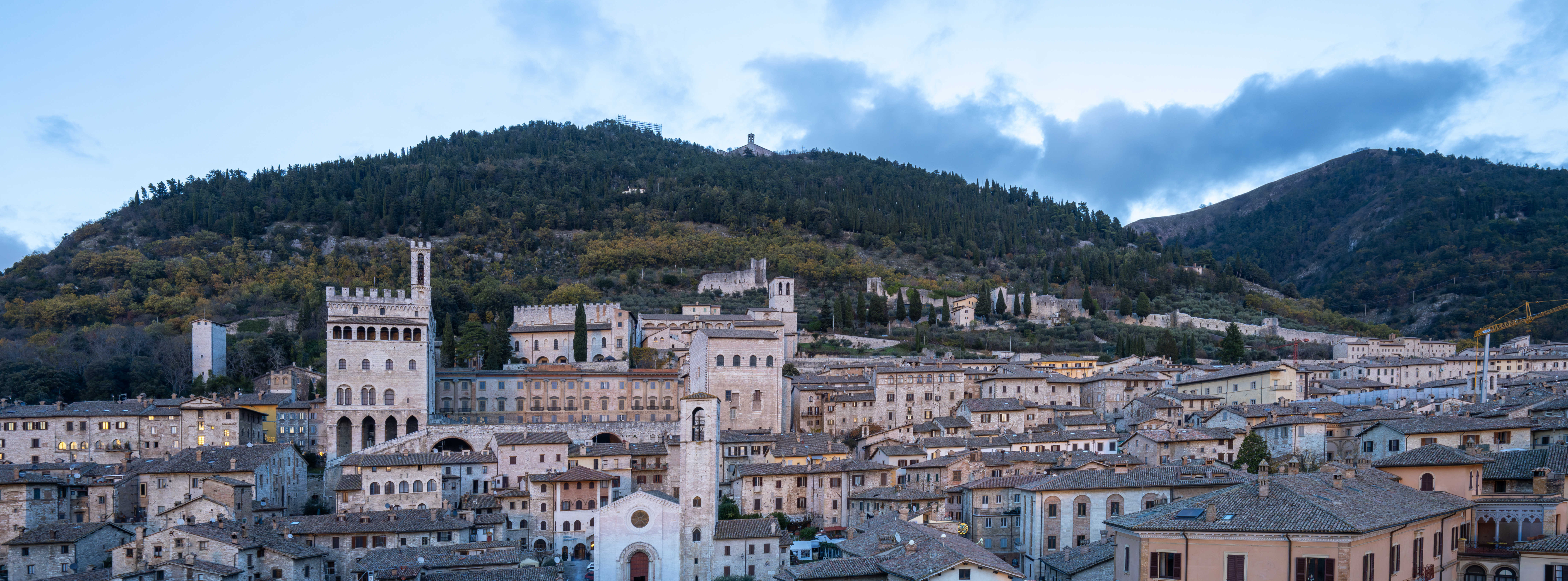
Le palais des Consuls et les autres monuments sur le versant du mont Ingino.

Le centre historique de Gubbio est clairement médiéval :  c'est une ville aux allures austères avec des pierres gris foncé, des rues étroites, et une architecture gothique étagée sur cinq niveaux sur le flanc du mont Ingino.
Un certain nombre de maisons de Gubbio datent des XIe et XVe siècles, et étaient à l'origine les logements de riches négociants ;  elles ont souvent une deuxième porte à front de rue, située habituellement juste à quelques centimètres de l'entrée principale, plus étroite, et rehaussée d'un pied au-dessus du niveau réel de la rue.  Ce type de porte s'appelle porta dei morti (porte des morts) parce qu'on affirme généralement que celles-ci furent seulement employées  pour enlever les cercueils de l'intérieur de la maison.  En fait, cette porte permettait l'accès aux étages supérieurs, le rez-de chaussée étant employé comme entrepôt.

### LePalazzo dei Consoli
Le Palais des Consuls fut construit entre 1332 et 1337 sur les plans d'Angelo da Orvieto. Y siège le pouvoir communal de la ville. Son esplanade recouvre ses étages inférieurs dans l'architecture typique de toute la ville médiévale. Privé de cour intérieure, on y accède par un escalier monumental et sa tour s'élève à 90 m.

### LePalazzo Ducale
Le Palais ducal fut construit vers 1479 sur les plans de Luciano Laurana qui voulait imiter celui d'Urbino. Il comporte une cour Renaissance à arcades. Il comportait le studiolo de Guidobaldo Ier de Montefeltro dont toutes les boiseries marquetées ont été transférées, en 1939, au MET de New York.

### LePalazzo del Capitano del Popolo
Le Palais du Capitaine du Peuple fut construit vers 1295 pour Cante de' Gabrielli, qui fut Seigneur de Gubbio entre la fin du XIIIe et le début du XIVe siècle. Il constitue un exemple remarquable d'art gothique ombrien.

### Monuments religieux
- Le Duomo (Cattedrale dei Santi Mariano e Giacomo) : sa façade, très sobre, est ornée de bas-reliefs où sont représentés les symboles des 4 évangélistes : ange, lion, aigle et taureau. L'intérieur de la cathédrale ne comprend qu'une seule nef. À droite de la nef se trouve la chapelle épiscopale, luxueux salon  décoré au XVIIe siècle, d'où l'évêque assistait aux offices.
- Chiesa San Francesco di Assisi
- Chiesa di San Pietro
- Basilica Sant'Ubaldo, sur le mont Ingino à 827 m d'altitude (chasse de saint Ubaldo), lieu d'arrivée du Corsa dei Ceri.
- Chiesa di SanMarziale
- Chiesa di Sant' Agostino
- Chiesa di San Domenico
- Chiesa di San Francesco della Pace (e di Lupo)
- Chiesa di San Secondo
- Chiesa di Santa Maria della Vittorina
- Chiesa di Don Matteo

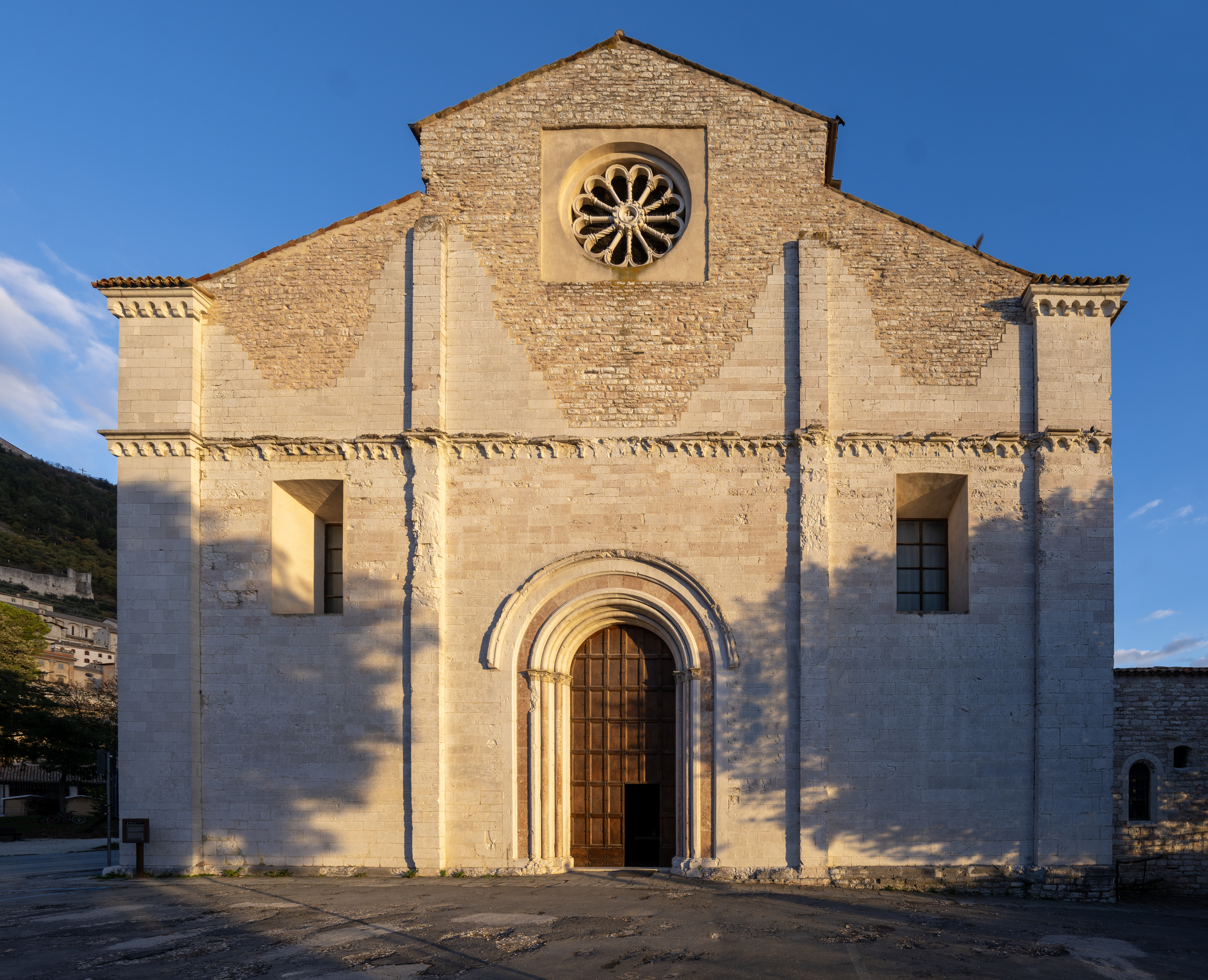
L'église San Francesco.
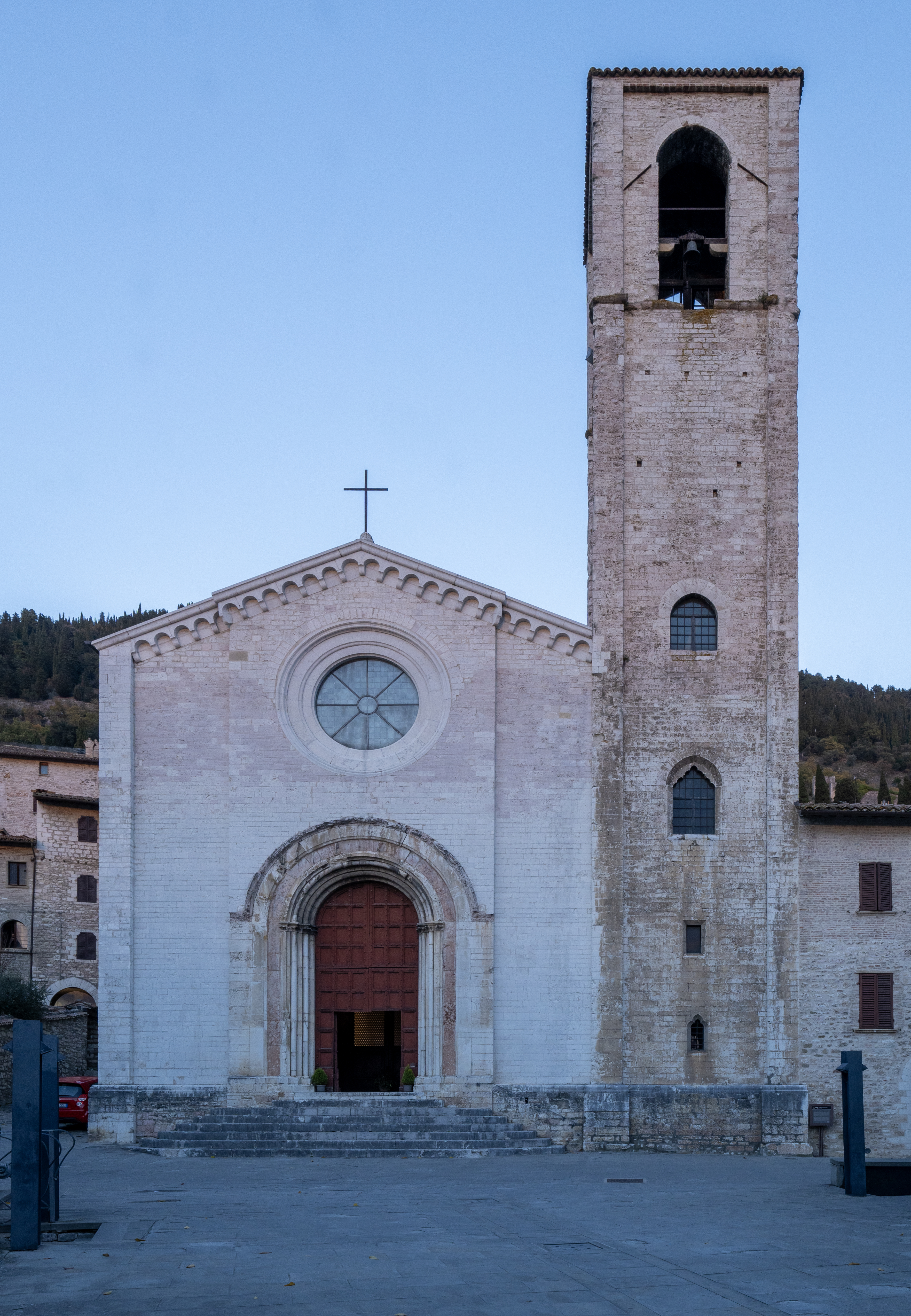
L'église San Giovanni Battista.

### Ville médiévale

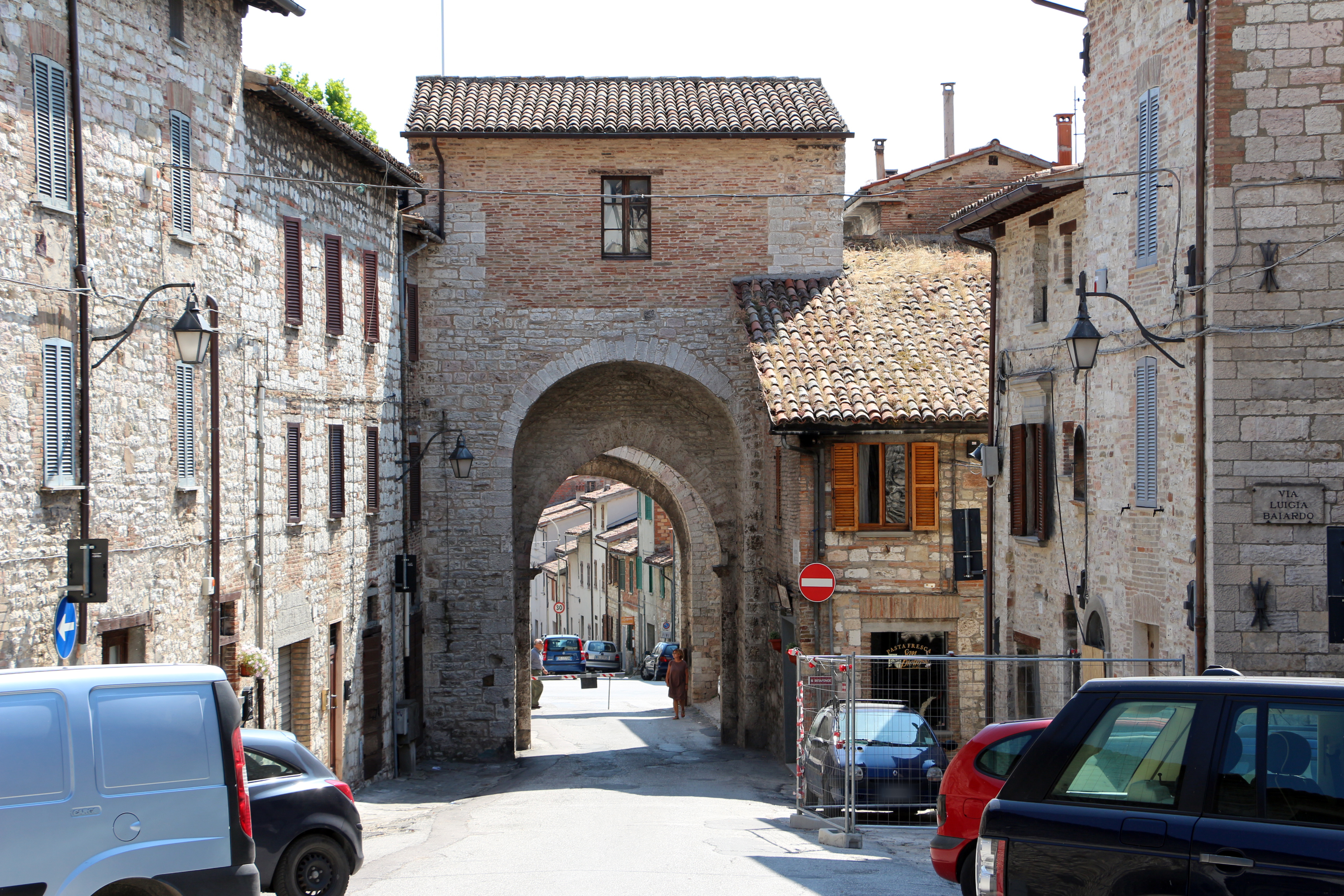
Porta Vittoria.
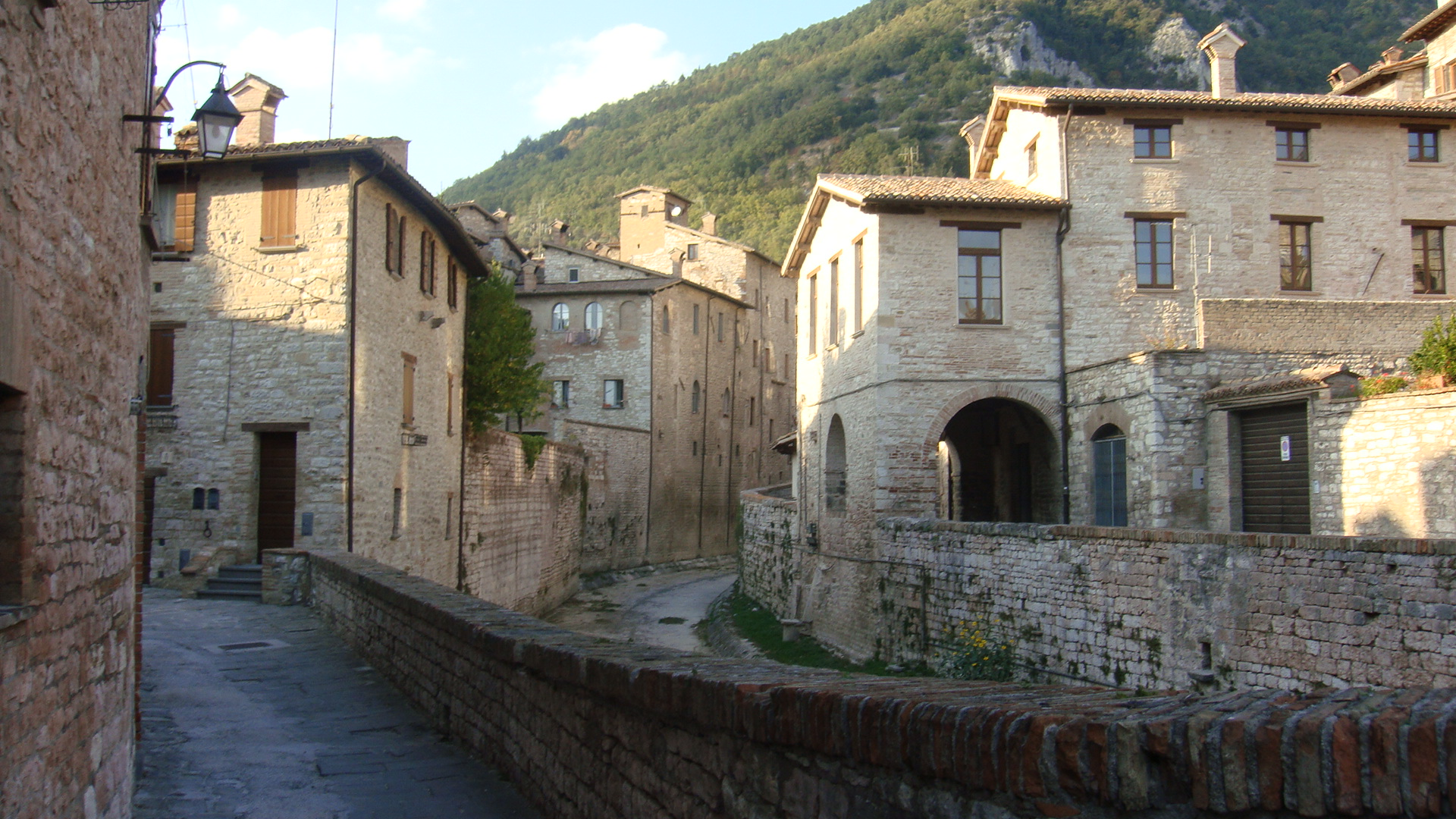
Ruelles médiévales.
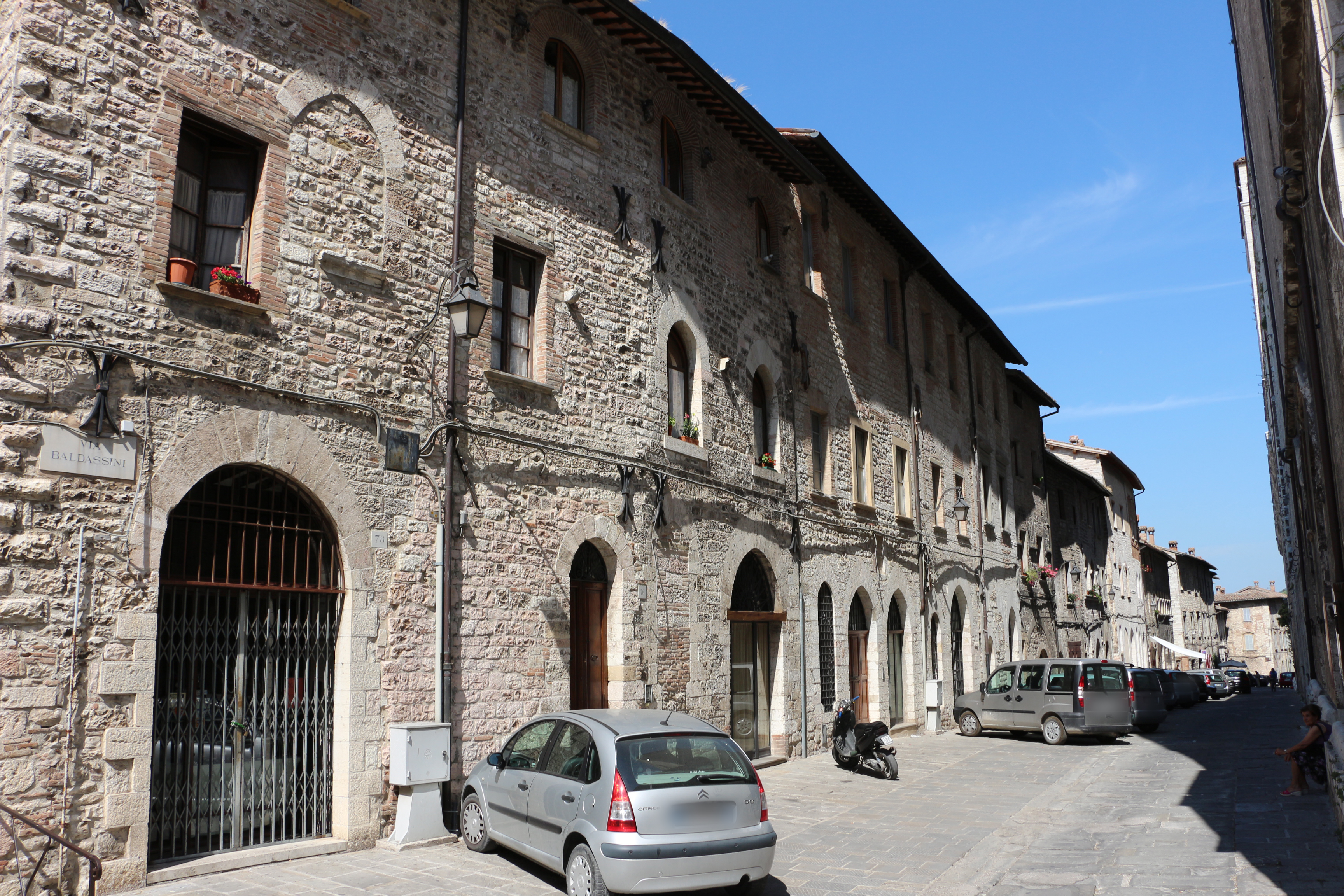
Maisons via Baldassini.
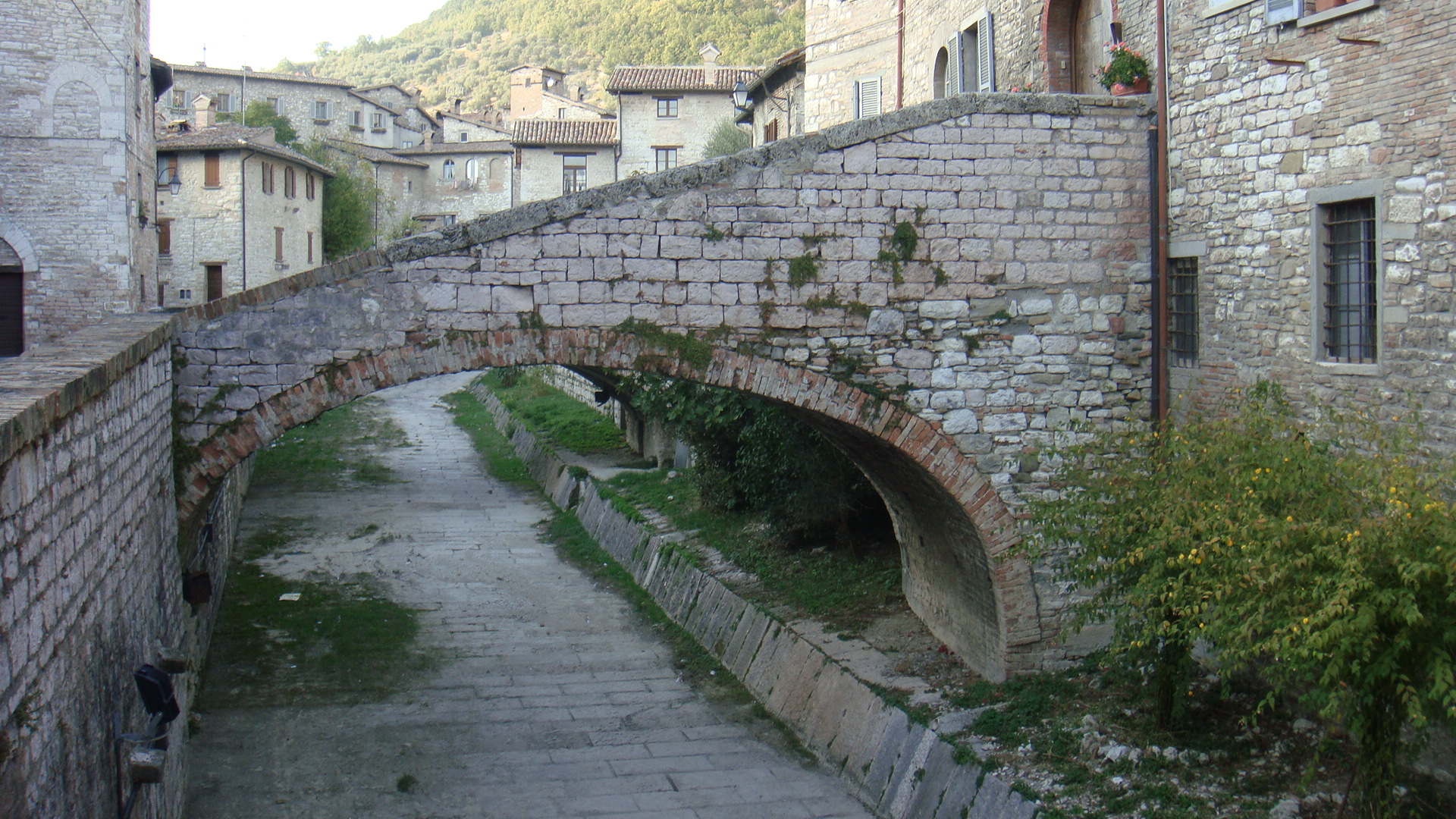
L'entrée d'une maison.
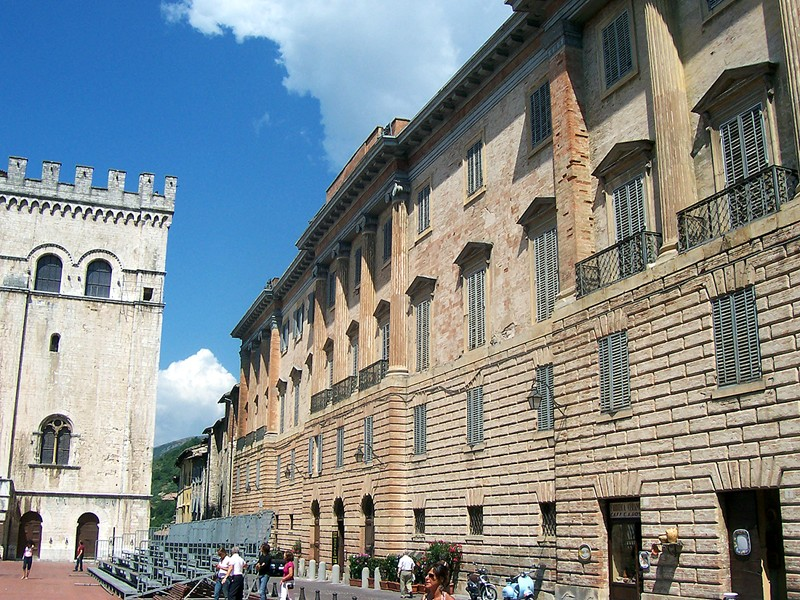
Piazza Grande.
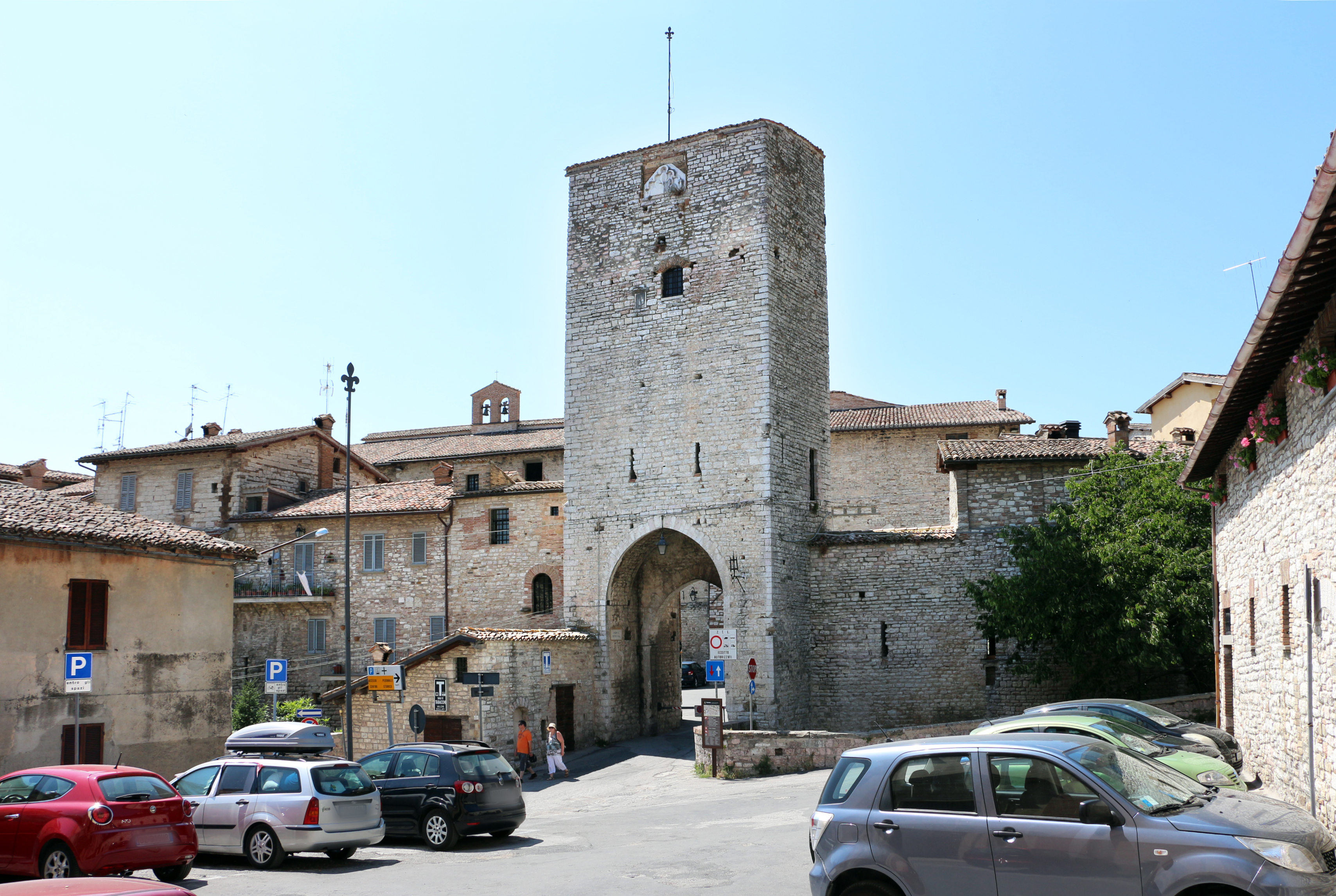
Porta Romana.

## Événements

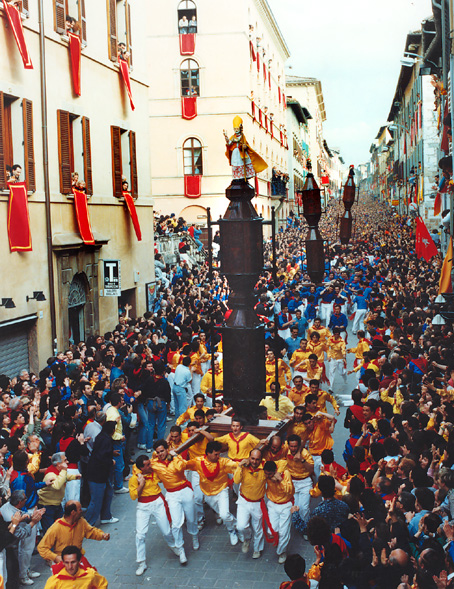
Corsa dei Ceri.

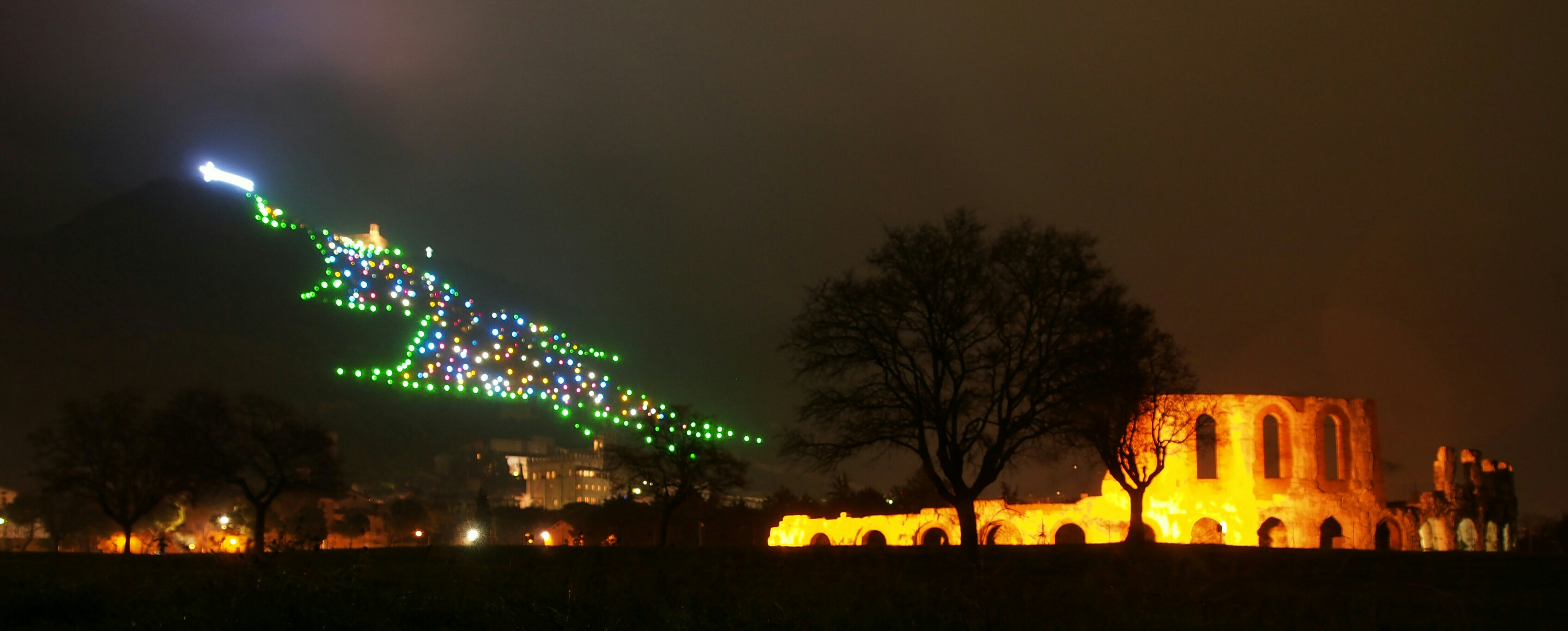
Arbre de Noël du mont Ingino.

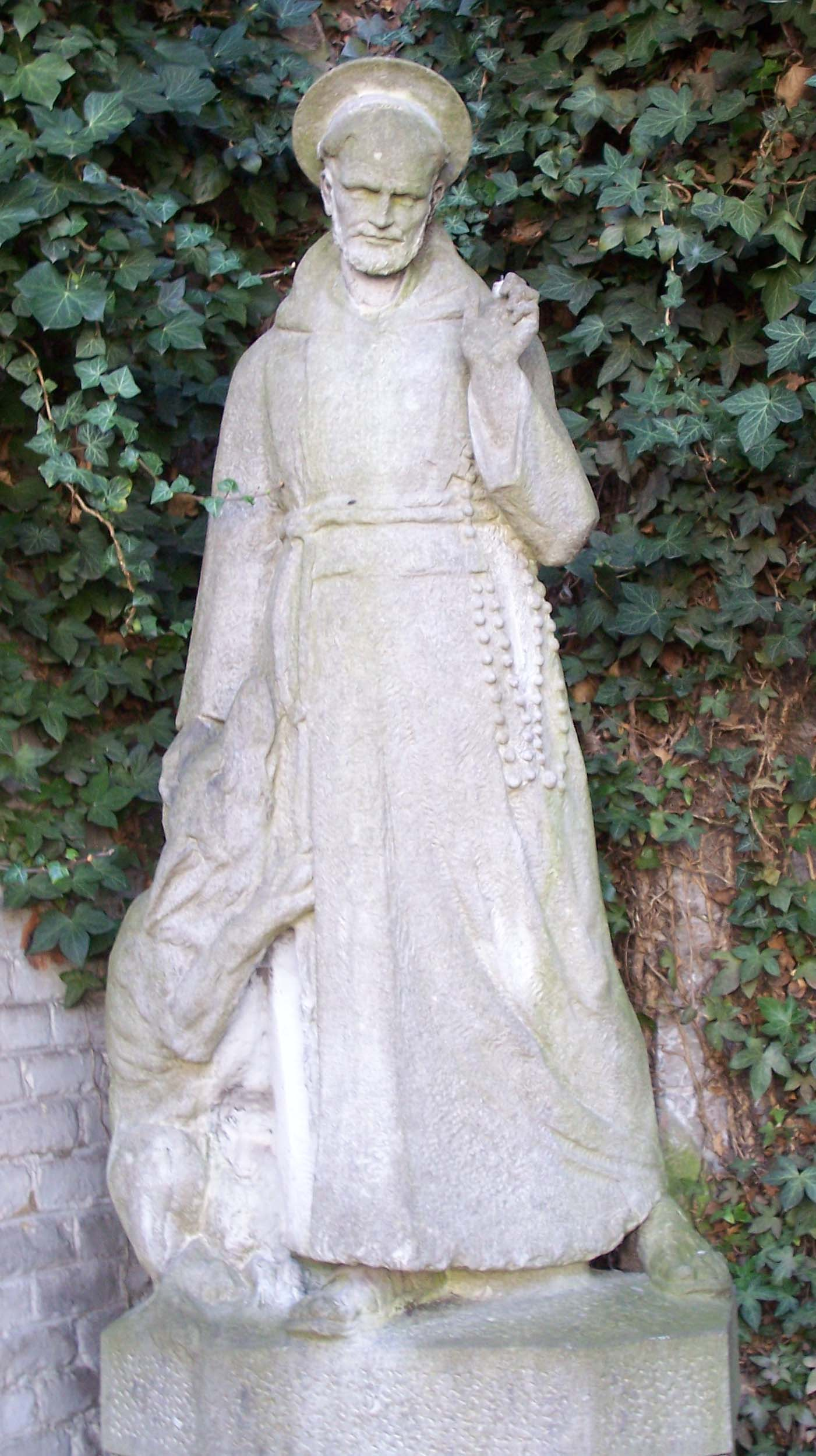
François d'Assise et le loup.

- Gubbio est connu dans toute l'Italie pour la Festa dei ceri ou  Corsa dei Ceri, une course spectaculaire tenue chaque année le 15 mai. La course cumule des traits de dévotion, civiques, et historiques forts et est une des manifestations les plus connues du folklore italien, le Ceri étant l'emblème héraldique sur le blason de l'Ombrie.
- En outre, se déroule chaque année le Palio della Balestra (Jeu de l’Arbalète), un tournoi folklorique entre les villes de Gubbio, Pérouse (Ombrie) et Sansepolcro (province d'Arezzo, Toscane). Il se déroule à Gubbio le dernier dimanche du mois de mai et à Sansepolcro le deuxième dimanche de septembre.
- Les Fioretti de saint François d'Assise (chapitre 21) nous racontent comment les habitants de la ville avaient peur d'un loup rôdant dans les environs et que le saint allant à la rencontre de la bête le convertit à la sagesse en lui disant : « Frère loup, je te commande, au nom de Jésus-Christ, de me suivre maintenant sans rien craindre, et nous allons conclure cette paix au nom de Dieu » et comment les habitants reçurent le loup et le nourrirent. Pour certains, Saint François le rendit végétarien.
- Tous les ans, pour les fêtes de fin d'année, un grand sapin lumineux, visible depuis toute la plaine, est tracé sur l'ensemble du mont Ingino.

## Personnalités liées à Gubbio
- Forte Gabrielli (970-1040), ermite et moine bénédictin italien, bienheureux catholique.
- Rodolphe de Gabrielli (1034-1064), évêque de Gubbio de 1059 jusqu'à sa mort.
- Ubald de Gubbio (v.1080 - 1160), doyen de Saint-Augustin, évêque de Gubbio en 1128.
- Cante Gabrielli (1260-1335), homme politique guelfe noir, ennemi de Dante Alighieri.
- Guidantonio da Montefeltro (1378-1443), duc d'Urbino
- Frédéric III de Montefeltro (1422-1482), duc d'Urbino, gonfalonier épiscopal
- Battista Sforza (1446-1472), duchesse d'Urbino
- Jérôme Accoramboni (en italien : Girolamo ou Hieronymi Accoramboni) (1469-1537), médecin des papes Léon X, Clément VII et Paul III.
- François Marie Ier della Rovere (1490-1538), duc d'Urbino
- Éléonore de Mantoue (1493-1550), duchesse d'Urbino
- Élisabeth de Mantoue (1471-1526), duchesse d'Urbino
- Guidobaldo Ier de Montefeltro (1472-1508), duc d'Urbino
- Baldo Angelo Abati (Baldus Angélus Abbatius), médecin du XVIe siècle, qui fut le médecin personnel du duc d'Urbino François Marie II della Rovere.
- Agostino Steuco (en latin Agostinus Steuchus ou Eugubinus (circa 1497-1548), philosophe et philologue.
- Francesco Allegrini da Gubbio (appelé aussi Francesco da Gubbio) (1587-1663), peintre baroque du XVIIe siècle.
- Guidubaldo Benamati, poète baroque du XVIIe siècle.
- Giuseppe Pecci (1776-1855), cardinal, évêque de Gubbio.
- Walkiria Terradura (1924-2023), résistante italienne.
- Mario Girotti (Terence Hill) (1939-), acteur, installé à Gubbio.
- Giovanni Francesco Lazzarelli, poète né à Gubbio.
- Danièle Sallenave, auteur d'un roman intitulé Les Portes de Gubbio.

## Démographie
Habitants recensés

## Administration
| Période                                  | Période     | Identité              | Étiquette       | Qualité |
| ---------------------------------------- | ----------- | --------------------- | --------------- | ------- |
| 13 mai 2001                              | 28 mai 2010 | Orfeo Goracci         | Communiste      |         |
| 28 mai 2010                              | mai 2011    | Maria Cristina Ercoli | Communiste      |         |
| mai 2013                                 | En cours    | Filippo Stirati       | Parti démocrate |         |
| Les données manquantes sont à compléter. |             |                       |                 |         |

### Hameaux
Branca, Torre Calzolari, Spada, Padule, San Marco, Colpalombo, Carbonesca, Biscina, Belvedere, Scritto, Ponte D'assi, Cipolleto, Ferratelle, Semonte, Casamorcia, Raggio, Monteleto, Mocaiana, Monteluiano, San Martino in Colle, Loreto, Camporeggiano, Burano

### Communes limitrophes
Cagli (PU), Cantiano (PU), Costacciaro, Fossato di Vico, Gualdo Tadino, Pérouse, Pietralunga, Scheggia e Pascelupo, Sigillo, Umbertide, Valfabbrica

## Jumelages
- Thann (France) depuis 1958
- Salon-de-Provence (France) depuis 1969
- Wertheim (Allemagne) depuis 2006
- Godmanchester (Royaume-Uni) depuis 2013[6]

## Télévision
- Gubbio était le principal lieu de tournage de la série télévisée italienne Un sacré détective (Don Matteo) avec Terence Hill comme acteur principal. Depuis 2013, ce n'est plus le cas : Don Matteo exerce à Spolète.